# Sunna Gestsdóttir
Guðrún Sunna Gestdóttir (født 27. juni 1976) er en islandsk atlet som var bosat i København og medlem af Sparta Atletik.

## Islandske mesterskaber
- Guld 1993 200 meter
- Guld 1993 800 meter
- Guld 1993 100 meter hæk
- Guld 1993 Længdespring
- Guld 1993 Kuglestød
- Sølv 1993 Spydkast
- Guld 1993 Syvkamp
- Sølv 1995 100 meter
- Guld 1995 200 meter
- Sølv 1995 Længdespring
- Guld 2001 200 meter
- Sølv 2002 100 meter
- Sølv 2002 200 meter
- Guld 2002 Længdespring
- Guld 2003 100 meter
- Guld 2003 200 meter
- Guld 2003 Længdespring
- Guld 2003 Trespring
- Guld 2003 4 x 100 meter
- Bronze 2003 4 x 400 meter
- Guld 2004 100 meter
- Guld 2004 200 meter
- Guld 2004 Længdespring

Flere års resultater savnes hos kilden

## Danske mesterskaber
- Guld 2005 200 meter 24,98
- Bronze 2005 400 meter 56,66
- Guld 2005 4 x 400 meter 3,52,42

## Personlige rekorder
- 60 meter: 7,80 8. juni 2002 Lillehammer (Islandsk rekord)
- 100 meter: 11.63 24. juli 2004 Reykjavik (Islandsk rekord)
- 200 meter: 23,90 7. august 2004 Hafnarfjördur
- 300 meter: 38,72 8. maj 2004 Kópavogur (Islandsk rekord)
- 400 meter: 56,66 24. juli 2005 Egilsstadir
- 800 meter: 2.27,72 11. juli 1993 Hasselt
- 100 meter hæk: 14,44 1. juli 1995 Reykjavik
- 400 meter hæk: 64,64 26. august 1994 Reykjavik
- Længdespring: 6,30 7. juni 2003 Marsa (Islandsk rekord)
- Højdespring: 1,57 1. juli 1995 Reykjavik
- Trespring: 11,92 8. august 2003 Reykjavik
- Kuglestød: 11,51 31. maj 1997 Athen
- Diskoskast: 29,59 26. august 2006 Sauðárkrókur
- Spydkast: 31,62 25. august 2006 Sauðárkrókur
- Hammerkast: 28,49 26. august 2006 Sauðárkrókur
- Sjukamp: 5151 2. juli 1995 Reykjavik
- 60 meter inde: 7,67 7. februar 2004 Malmø
- 200 meter inde: 24,64 8. februar 2004 Malmø
- Længdespring inde: 6,28[1] 8. februar 2003 Kópavogur (Islandsk rekord)